# فرناندا تاکای
فرناندا تاکای (انگلیسی: Fernanda Takai، تلفظ پرتغالی:[feɾˈnɐ̃dɐ taˈkai̯]؛ زادهٔ ۲۵ اوت ۱۹۷۱) خواننده-ترانه‌پرداز، موسیقی‌دان اهل برزیل است که بیشتر به عنوان خواننده اصلی و گیتاریست ریتم گروه راک پاتو فو شناخته می شود. وی از سال ۱۹۸۸ میلادی تاکنون مشغول فعالیت بوده‌است. او همچنین از سال ۲۰۰۷ روی یک حرفه انفرادی کار می کند.